# بورت دو بانيوليه (مترو باريس)
بورت دو بانيوليه (بالفرنسية: Porte de Bagnolet)‏ هي محطة مترو تابعة لمترو باريس تقع في فرنسا في الدائرة العشرون في باريس.